# وتربيتش (كامبريدجشير)
وتربيتش (بالإنجليزية: Waterbeach)‏ هي قرية و أبرشية مدنية تقع في المملكة المتحدة في إنجلترا. يقدر عدد سكانها بـ 4,691 نسمة .

## معرض صور

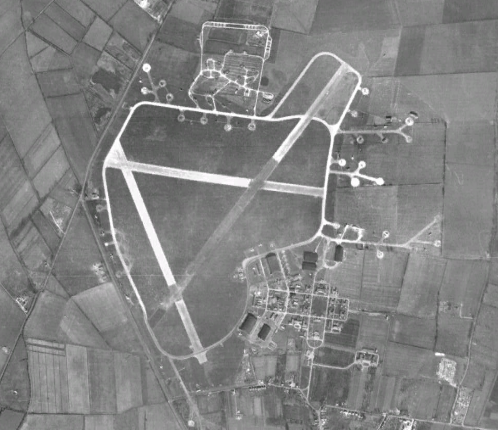
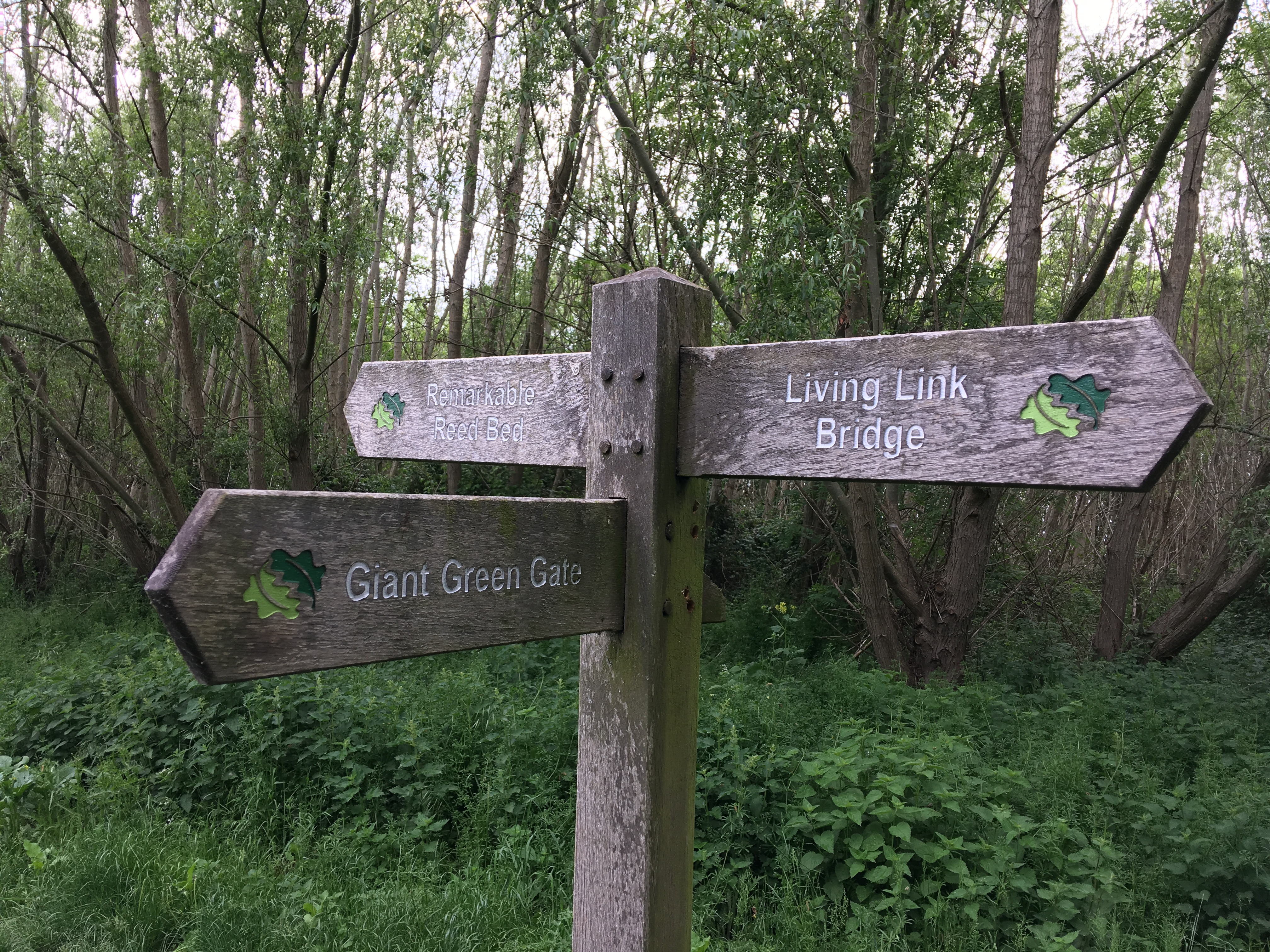
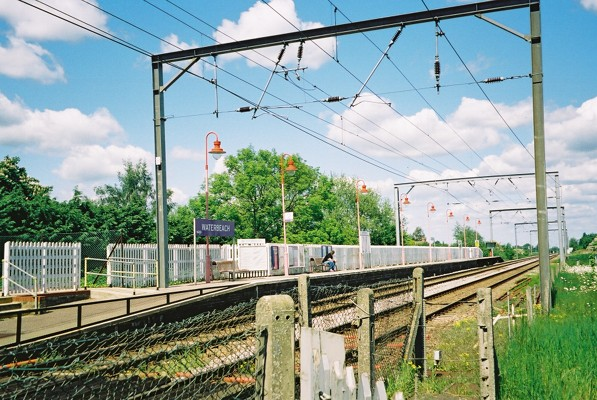

## أعلام
- تيري ويليام